# Никифор (Ефимов)
Епископ Никифор (в миру Иван Фомич Ефимов; 11 сентября 1888, Косулино, Оренбургская губерния — 1 сентября 1937, Сандармох, Карельская АССР) — епископ Русской православной церкви, епископ Пятигорский и Прикумский.

## Биография
Иван Ефимов родился 11 сентября 1888 года в крестьянской семье в селе Косулино Косулинской волости Челябинского уезда Оренбургской губернии, ныне село входит в Куртамышский муниципальный округ Курганской области. Кроме него Фома и Любовь Семёновна Ефимовы имели также старшего сына Александра и младшую дочь Анисию.
По одним данным, он окончил только начальное училище, по другим — гимназию.
С 1906 года, с неполных 18 лет, он начал служить в церковных учреждениях Амурской области.
На начало мая 1915 года Иван Ефимов числился столоначальником в Благовещенской Духовной Консистории.
С конца 1915 года до 1923 года был секретарём архиепископа Приамурского и Благовещенского Евгения (Зёрнова). 
Принял монашеский постриг с именем Никифор, но где и когда — не выяснено (скорее всего, в Благовещенске в 1921 году).
В 1921 году возведён в сан иеродиакона. В 1922 году — в сан иеромонаха. Служил в Благовещенске, в церкви Архиерейского дома, при которой и проживал. Видимо, в 1922—1923 году, за усердное служение Церкви, он возводится в сан игумена.
Арестован в марте 1923 года. Освобождён в марте 1924 года.
Выйдя из заключения, был отправлен властями в ссылку в Вятскую губернию. Там он пробыл меньше года, и весной 1925 года уже служил в Иркутске, где в марте был возведён в сан архимандрита.
Не позже начала 1926 года архимандрит Никифор (Ефимов) вернулся в Благовещенскую епархию и встал во главе борьбы с обновленчеством в Дальневосточном крае.
Энергичная и неутомимая деятельность архимандрита Никифора по преодолению раскола и сплочению православных, с одной стороны, делала его духовный авторитет всё более и более высоким в Благовещенской епархии, а с другой стороны — вызывала постоянное раздражение местных властей, старавшихся всячески поддерживать «красную церковь».
21 марта 1926 года епископом Нижне-Удинским Евсевием (Рождественским), епископ Киренским Ираклием (Поповым) хиротонисан во епископа Хабаровского. Его рукоположение, по всей видимости, было совершено в Благовещенске.
Эта хиротония стала сильным ударом по раскольникам, поскольку вокруг нового православного архиерея стали постепенно объединяться все, кто стремились быть верными Церкви Христовой. Встал во главе борьбы с обновленческим расколом в Дальневосточном крае. Благодаря его энергичной деятельности православные здесь стали значительно преобладать над схизматиками.
20 января 1927 года был арестован. Приговорён к 3 годам ссылки. В конце января 1927 года помещён в Бутырскую тюрьму в Москве. Освобождён в марте 1928 года при категорическом условии, что он не вернётся в Приамурье.
С 25 апреля 1928 года — епископ Котельнический, викарий Вятской епархии. С 1929 году он взял на себя и временное управление всей Вятской епархией. Усилия владыки Никифора по восстановлению церковного мира в Вятской епархии не были бесплодными. В конце 1928 — начале 1929 гг. три благочиннических округа Глазовского уезда принесли покаяние и присоединились к митрополиту Сергию. В том числе и в полном составе всё духовенство города Глазова, в котором возникло изначально движение «викторовцев» (сторонников Виктора (Островидова), находящегося в оппозиции митрополиту Сергию).
В 1929 году к нему в город Котельнич приехал из долгой ссылки его духовный наставник и друг бывший архиепископ Благовещенский Евгений (Зёрнов), с послушания у которого и началось когда-то церковное служение будущего епископа Никифора. Архиепископ Евгений оставался в Котельниче до своего назначения на Белгородскую кафедру в августе 1931 года.
С января по март 1929 года временно управлял Вятской епархией.
С 31 января 1930 года — епископ Пятигорский и Прикумский.
16 сентября 1930 года был арестован за участие в контрреволюционной группировке. В январе 1931 года тройкой ОГПУ приговорён к 10 годам ИТЛ. Отбывал наказание в Белбалтлаге, на строительстве Беломоро-Балтийского канала.
2 декабря 1930 года уволен на покой.
Арестован 10 августа 1937 года по следующему обвинению: «Находясь в лагере, систематически занимался антисоветской агитацией, направленной против политики партии и правительства, клеветал на сталинскую конституцию, за что лишался зачёта рабочих дней». 26 августа 1937 года приговорён тройкой при НКВД Карельской АССР по статьям 58-10 и 58-11 Уголовного кодекса РСФСР 1926 года к высшей мере наказания — расстрелу. Приговор приведён в исполнение 1 сентября 1937 года в лесном урочище Сандармох Медвежьегорского района Карельской АССР, ныне урочище находится в Повенецком городском поселении Медвежьегорского района Республики Карелия. Место захоронения — ст. Медвежья Гора (Сандармох). 
Реабилитирован прокуратурой Карелии 13 апреля 1989 года.